# Gerhardus Knuttel Wzn

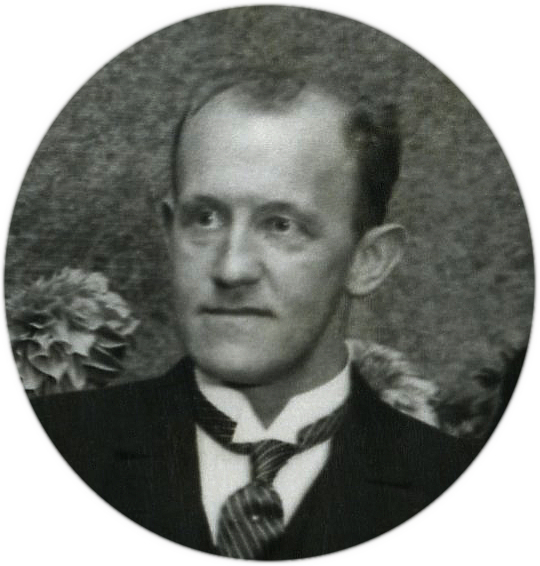
Portretfoto uit 1931

Gerhardus Knuttel Wzn (Den Haag, 26 maart 1889 - aldaar, 6 mei 1968) was een Nederlands conservator, museumdirecteur, kunstpedagoog, publicist en kunstcriticus.

## Familie en opleiding
Knuttel was de zoon van ds. Willem Pieter Cornelis Knuttel (1854-1921), onderbibliothecaris van de Koninklijke Bibliotheek in Den Haag. Zijn moeder, Elize Fabius (1857-1944), was schrijfster. Zij waren, als volle neef en nicht, op 19 maart 1883 in het huwelijk getreden en kregen, naast Gerhardus nog een zoon en een dochter. De architect Gerhardus Knuttel was zijn volle neef; beiden zijn vernoemd naar hun grootvader, viceadmiraal Gerhardus Fabius.
Knuttel ging naar het Gymnasium Haganum in Den Haag en daarna kreeg hij van 1909 tot 1913 schilderles aan de Koninklijke Academie, ook in Den Haag. Door deze lessen en de confrontatie met de schilderkunst van het verleden vroeg hij zich af of hij door moest gaan met schilderen of zijn kennis moest verdiepen.

In 1914 werd hij benoemd tot assistent bij Museum Boijmans in Rotterdam, waar hij een jaar bleef. Gedurende dit jaar ondervond hij dat zijn kennis voor dit beroep tekortschoot en daarom besloot hij kunstgeschiedenis te gaan studeren. Omdat er geen kunsthistorische opleiding aan een van de Nederlandse universiteiten was, ging hij colleges volgen aan de universiteit van Berlijn en de Ruprecht-Karls-Universiteit in Heidelberg. Aan de laatste universiteit volgde hij colleges bij professor Carl Neumann (1860-1934) en promoveerde in 1917 cum laude op een dissertatie over De zielenvisserij, een schilderij van Adriaen Pietersz. van de Venne in de collectie van het Rijksmuseum Amsterdam.

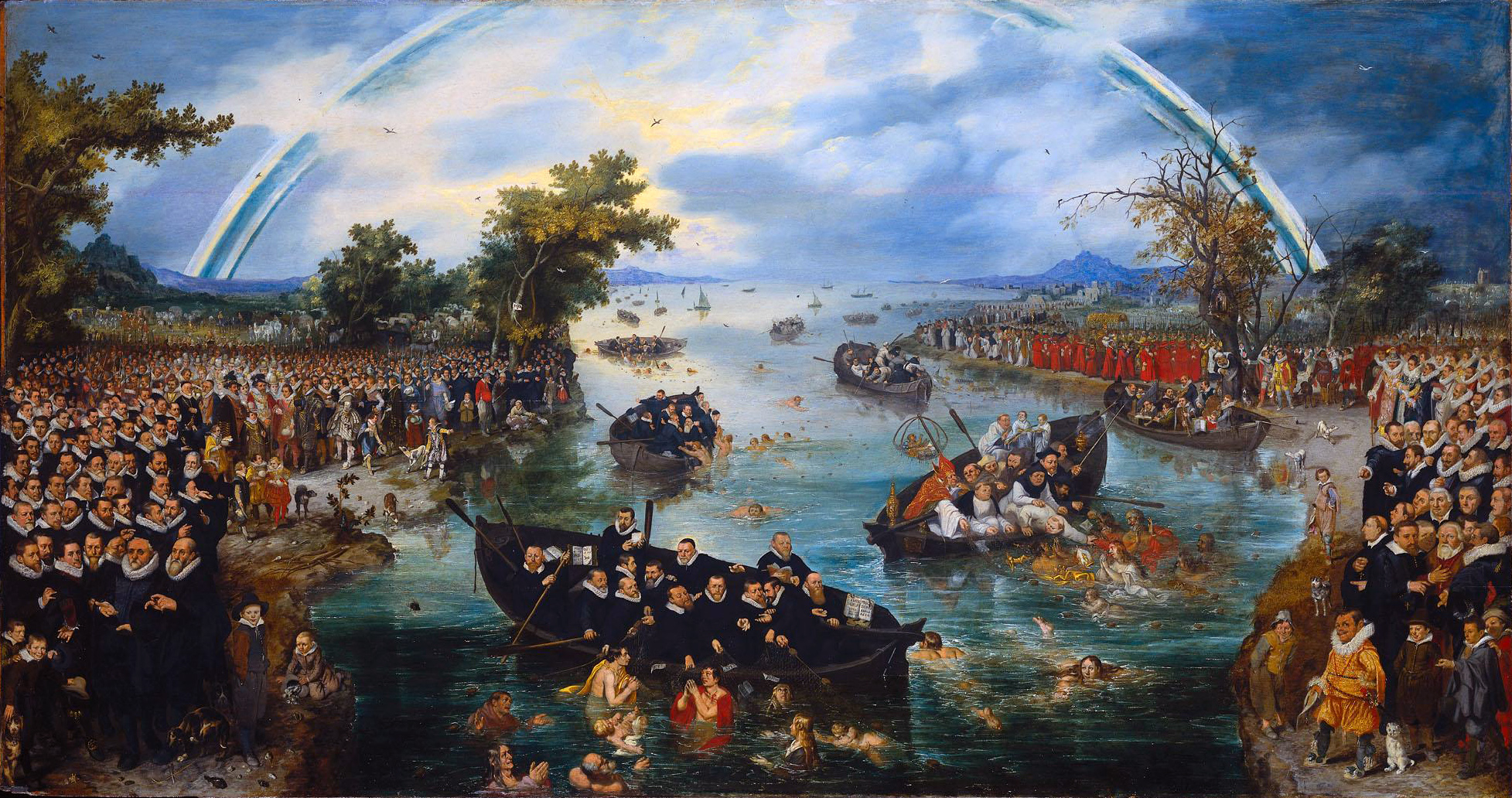
De zielenvisserij. 1614. Amsterdam, Rijksmuseum Amsterdam.

 Het schilderij uit 1614 is een allegorie op de ijverzucht van de verschillende religies, de Arminianen en de Gomaristen, tijdens het Twaalfjarig Bestand tussen de Republiek der Zeven Verenigde Nederlanden en Spanje.

## Loopbaan
Na zijn terugkeer in Nederland in 1919 begon Knuttel zijn jarenlange carrière bij het Haags Gemeentemuseum onder directeur Hendrik Enno van Gelder. In het Haags Gemeentemuseum, waar hij opklom van assistent tot hoofdconservator moderne kunst, stimuleerde hij de verwerving van werk van hedendaagse Nederlandse en buitenlandse kunstenaars. Het is Knuttels verdienste geweest dat het museum zich niet uitsluitend richtte op de Haagse kring van kunstenaars, maar op geheel Nederland en bovendien op het buitenland; met name de Franse kunst van het begin van de 20e eeuw is door zijn inspanningen het museum binnengekomen. Deze collectie werd een van de hoogtepunten van het nieuwe museum, in 1935 voltooid naar een ontwerp van Hendrik Petrus Berlage (1856-1934). Daarnaast gaf hij tussen 1926 en 1938 als privaatdocent colleges moderne kunst aan de Universiteit van Utrecht. Misschien heeft het feit dat Knuttel zich hier ook in theorie, en in contact met de jongere generatie, met moderne kunst heeft beziggehouden, zijn praktische activiteit verrijkt en aangevuld. In het Haags Gemeentemuseum heeft hij talloze, in die tijd spraakmakende, exposities georganiseerd. Het haast klassieke voorbeeld is de Maris-tentoonstelling van 1935-36.
In 1941 volgde hij uiteindelijk Van Gelder op als directeur van het Haags Gemeentemuseum. Omdat hij weigerde samen te werken met de nazi's in de bezettingstijd, moest Knuttel van 4 mei 1942 tot 7 mei 1945 verblijven in het gijzelaarskamp Sint Michielsgestel. Tijdens deze detentieperiode organiseerden de gegijzelden cursussen over diverse onderwerpen. Knuttel droeg hieraan bij met lessen kunstgeschiedenis. Na de oorlog hervatte hij zijn directeursfunctie bij het Gemeentemuseum.

## Publicaties
In 1938 publiceerde Knuttel zijn standaardwerk over Nederlandse schilderkunst, De Nederlandsche schilderkunst van Van Eyck tot Van Gogh. Tussen 1939 en 1941 publiceerde hij, in de Palet-serie, drie monografieën: Hubert en Jan van Eyck, Hercules Seghers, en Willem van Konijnenburg.
In 1947 publiceerde hij een boek over de toonaangevende schilders in de kunstgeschiedenis: Fakkeldragers van de Nederlandse Schilderkunst. Van Eyck, Bruegel, Rubens, Rembrandt, Vermeer, Van Gogh.
In 1948, het jaar waarin hij met pensioen ging, verscheen zijn studie Tot het hart der mensheid, het Nederlandse in de beeldende kunst en in 1949 zijn monografie over een contemporaine schilder Charles Eyck.
Als kunstcriticus publiceerde hij zijn kritieken geregeld in de Nieuwe Rotterdamsche Courant en Het Vaderland, en het tijdschrift Kroniek voor Kunst en Kultuur. In 1950 was hij een van de medeoprichters van de Association Internationale des Critiques d’Art en gedurende enkele jaren was hij voorzitter van de Nederlandse afdeling.
In 1951 gaf hij een studie uit over de evolutie van het artistieke ontwerp van letters in verschillende stijlperioden, De letter als kunstwerk; beschouwingen en confrontaties met andere gelijktijdige kunstuitingen van de Romeinse tijd tot op heden. Zijn werk over de etsen van Rembrandt werd vertaald in het Engels, Duits, Frans en Zweeds. Zijn Rembrandt-monografie werd in 1956 uitgegeven, een herdenkingsjaar. Zijn laatste werk in 1962 is een kritische studie over het werk van de Vlaamse schilder Adriaen Brouwer.
Knuttel was van mening dat zijn boek De Nederlandsche schilderkunst van Van Eyck tot Van Gogh, behoorde tot de geesteswetenschappen en hij verwees naar de benadering van de kunstgeschiedenis door Max Dvorak. Volgens die benadering is de persoonlijkheid van de kunstenaar een component in de intellectuele evolutie van een bepaalde periode. Knuttels waarnemingen leggen ook zijn persoonlijke betrokkenheid met de kunstwerken en hun scheppers bloot. In zijn eerdere publicaties schonk hij meer aandacht aan de meer iconologische inhoud van kunstwerken, zoals blijkt uit zijn dissertatie en zijn essay uit 1926 over het Hollandse stilleven. In de monografie over Adriaen Brouwer uit 1962, die hij publiceerde als een noodzakelijke verbetering van de eerdere monografieën van Schmidt Degener uit 1908 en Von Bode uit 1924, geeft Knuttel een nieuw beeld van het leven en de persoonlijkheid van de kunstenaar en van zijn artistieke ontwikkeling. Als kunstcriticus, privaatdocent, conservator en schrijver zag Knuttel zichzelf als een bemiddelaar tussen de kunst en haar publiek.